# Cuando te muerdes el labio
Cuando Te Muerdes el Labio es el quinto álbum de estudio solista del cantautor y multiinstrumentista español de indie rock Leiva, lanzado el 3 de diciembre de 2021 por el sello Sony Music.
Las 14 canciones del disco son interpretadas a dueto con cantantes femeninas principalmente hispanoamericanas pero también españolas, tales como Elsa y Elmar, Natalia Lacunza, Natalia Lafourcade, Catalina García, Daniela Spalla, Miren Iza y Ximena Sariñana, quién ya había cantado con Leiva en la canción «Godzilla» del álbum Nuclear, en la que también participa Bunbury.
| N.º | Título                       | Cantante invitada  | Duración |  |
| 1.  | «Iceberg»                    | Fer Casillas       | 4:01     |  |
| 2.  | «Flecha»                     | Elsa y Elmar       | 3:54     |  |
| 3.  | «Infinitos»                  | Zoe Gotusso        | 3:35     |  |
| 4.  | «Premio de Consolación»      | Natalia Lacunza    | 3:39     |  |
| 5.  | «Stranger Things»            | Zahara             | 3:31     |  |
| 6.  | «Histéricos»                 | Ximena Sariñana    | 3:34     |  |
| 7.  | «Con el Pañuelo en los Ojos» | Gaby Moreno        | 5:03     |  |
| 8.  | «Diazepam»                   | Natalia Lafourcade | 3:38     |  |
| 9.  | «A Medio Centímetro»         | Ely Guerra         | 3:16     |  |
| 10. | «Peligrosamente Dark»        | Silvana Estrada    | 2:54     |  |
| 11. | «Cuando te Muerdes el Labio» | Daniela Spalla     | 4:08     |  |
| 12. | «Blancos Fáciles»            | Nina de Juan       | 4:01     |  |
| 13. | «Inertes»                    | Miren Iza          | 3:59     |  |
| 14. | «Llegará»                    | Catalina García    | 3:47     |  |